# Gratyfikacja (element normy prawnej)
Gratyfikacja (zwana czasem sankcją pozytywną) - element normy prawnej określający to, jaka nagroda (pozytywne konsekwencje) ma spotkać tego, kto będąc adresatem danej normy zachowa się w warunkach podanych w jej hipotezie w sposób zgodny z jej dyspozycją.